# Rykella asiatica
Rykella asiatica är en kvalsterart som beskrevs av Yamamoto och Aoki 2000. Rykella asiatica ingår i släktet Rykella och familjen Drymobatidae. Inga underarter finns listade i Catalogue of Life.